# John Tomlinson
John Tomlinson (Lancashire, 22 de septiembre de 1946) es un bajo inglés que se desempeña también como bajo-barítono.
Se licenció en ingeniería en Mánchester, y luego estudió en el Royal Manchester College of Music.
Actúa como cantante en la English National Opera desde 1974, habiendo debutado en Covent Garden en 1977. Otros teatros donde canta a menudo son: Metropolitan Opera, Wiener Staatsoper, Festival de Bayreuth, Ópera de San Francisco, Festival de Glyndebourne, Florencia, Aix-en-Provence, Dresde, Berlín, Múnich y Edimburgo.
En 1993 ganó un Premio Grammy por la Cantata profana de Béla Bartók.
En el año 2005, la Reina Isabel II lo condecoró Sir por sus servicios a la música.
Su repertorio wagneriano es importante, habiendo desarrollado una dilatada carrera en el Festival de Bayreuth entre 1988 y 2006. Como bajo-barítono fue Wotan y El Viandante en El Anillo del Nibelungo, dirigido por Daniel Barenboim con puesta en escena de Harry Kupfer (1988-1992) repitiendo con James Levine con puesta en escena de Alfred Kirchner (1994-1998). Volvió a la siguiente Tetralogía, dirigida por Giuseppe Sinopoli y Adam Fischer, esta vez como bajo, interpretando el papel de Hagen (2000-2002). Como bajo también fue el rey Marque de Tristan und Isolde en 1993, bajo la dirección de Daniel Barenboim, Titurel y Gurnemanz en Parsifal bajo la dirección de James Levine (1993) y Giuseppe Sinopoli (1996) y el rey Enrique en Lohengrin bajo la dirección de Antonio Pappano (1999). Volvió a cantar como bajo-barítono en El holandés errante dirigido por Marc Albrecht (2003, 2004 y 2006). Fuera de Bayreuth ha interpretado también los papeles de Hans Sachs en Los maestros cantores de Nuremberg y Fafner y Hunding en el Anillo.
Otros papeles son: El barón Ochs de El caballero de la rosa de Richard Strauss, Leporello de Don Giovanni de Mozart, Claggart, Méphistophélès, Los villanos de Contes d'Hoffmann, Felipe II, Oberto, Attila, Mosè in Egitto, Le nozze di Figaro, Borís Godunov, Moses und Aron y Barba Azul.
En el 2007 interpretó el papel protagonista de la Ópera El minotauro de Harrison Birtwistle en su estreno mundial.
En 2014, recibió la Medalla de Oro de la Royal Philharmonic Society.